# Préaux-du-Perche
Préaux-du-Perche foi uma comuna francesa na região administrativa da Normandia, no departamento Orne. Estendia-se por uma área de 23,29 km². Em 2010 a comuna tinha 543 habitantes (densidade: 23,3 hab./km²).
Em 1 de janeiro de 2016, passou a formar parte da nova comuna de Perche en Nocé.